# Polkovnik (ZDA)
Polkovnik (izvirno angleško Colonel; izgovorjava: ˈkɜrnəl) je najvišji poljsko-častniški vojaški čin (plačilni razred: OF-06), ki je v uporabi v Kopenski vojni, Vojnem letalstvu in Korpusu mornariške pehote ZDA. Nižji čin je podpolkovnik in višji brigadni general.
V drugih Uniformiranih službah ZDA (Vojna mornarica ZDA, Obalna straža ZDA, Častniški korpus javne zdravstvene službe ZDA in Častniški korpus Nacionalne oceanske in atmosferske administracije ZDA) mu ustreza čin kapitana, pri čemer pa je oznaka čina ista: stiliziran orel.

## Oznaka
Pravila glede oznake
Oznaka čina polkovnika je srebrni orel, ki je stilizirana upodobitev orla na Velikem pečatu ZDA (ki je tudi grb ZDA). Kot na Velikem pečatu ZDA ima tudi na oznaki čina orel na prsih ščit ZDA in v kremljih drži olivno vejico in šop puščic. A ker je oznaka čina le poenostavljena upodobitev Velikega pečata ZDA, tako orel v kljunu nima zvitka in zvezdne rozete nad glavo. Na Velikem pečatu ZDA je olivna vejica vedno v desnih kremljih in puščice v levih krempljih. Orlova glava je usmerjena proti olivni vejici, in ne proti puščicam, s čimer je ponazarjena usmeritev proti miru in ne vojni. Posledično je orlova glava vedno usmerjena v gledalčevo levo stran.
Med vsemi uniformiranimi službami se po navadi oznaka čina polkovnika nosi v paru zrcalnih oznak, tako da ima oznako čina na obeh straneh ovratnika oz. na obeh naramenskih epoletah. Kopenska vojska, vojna mornarica, vojno letalstvo in marinski korpus imajo tako pravilnike, ki narekujejo, da so oznake čina polkovnika nošene na tak način, da je glava orla vedno usmerjena naprej. Tako je na levi strani ovratnika oz. levi naramenski epoleti oznaka čina, na kateri orel gleda na desno in olivna vejica je v desnih krempljih; na desni strani ovratnika oz. desni naramenski epoleti pa se nahaja oznaka čina, na kateri orel gleda na levo in ima olivno vejico v levih krempljih.
Pravilniki teh rodov pa se razlikujejo glede nošnje posamičnih oznak čina, npr. na pokrivalih oz. na prsih. V Kopenski vojski ZDA in Vojnem letalstvu ZDA je tako oznaka vedno nošena tako da je orlova glava usmerjena proti nosilčevi desni, pri čemer je olivna vejica v desnih krempljih. V Vojni mornarici ZDA in Korpusu mornariške pehote ZDA pa se oznaka čina nosi tako, da je glava usmerjena naprej na pokrivalih oz. na uniformi.; ker se oznaka nahaja na desni strani pokrivali, tako orlova glava gleda na levo stran orla, pri čemer je olivna vejica v orlovih levih krempljih, kar pa je zrcalna podoba kot v kopenski vojski in vojnem letalstvu.
Galerija
- Par oznak čina polkovnika (v skladu s pravili je vsak orel usmerjen v drugo smer).
- Naprsna oznaka čina polkovnika KOV ZDA za uniformo ACU.
- Oznake čina kapitana Vojne mornarice ZDA
- Oznake čina kapitana Obalne straže ZDA

## Izvor čina
Ameriški čin polkovnika je neposredni naslednik istega čina v Britanski kopenski vojski. Prvi polkovniki v Ameriki so bili iz vrst kolonialnih milic, ki so predstavljale rezervno sestavo Britanske kopenske vojske v ameriških kolonijah. Ob izbruhu ameriške osamosvojitvene vojne pa so kolonialne uprave podelile čin polkovanika ljudem, kateri so bili pooblaščeni za ustanovitev in vodenje polka. Tako so bili prvi ameriški polkovniki spoštovani ljudje z močno povezavo z lokalnimi skupnostmi ter politiko, zaradi česar so jih imenovali tudi vojak in državnik (soldier and statesman).
Prva oznaka čina polkovnika je bila sestavljena iz zlatih epolet, ki so bile nošene na modrih uniformah Kontinentalne vojske.  Prva uporaba orla za oznako čina pa je bila zabeležena leta 1805, nato pa je bila leta 1810 uvedena kot uradna oznaka čina.

## 19. stoletje
Čin polkovnika je bil dokaj redek v začetku 19. stoletja, deloma zato ker je bila Kopenska vojska ZDA zelo majhna in je bil dosežen šele po dolgih letih vojaške službe, Med vojno leta 1812 je bilo imenovano veliko začasnih polkovnikov, pri čemer so bili to večinoma brevetni čini oz. so bili polkovniški čini preklicani po koncu vojne.
Med ameriško državljansko vojno so imenovali do tedaj največje število polkovnikov, tako v Konfederacijski kot Zvezni vojski ZDA, pri čemer so bili v ta čin imenovani častniki, ki so poveljevali polku. Ker je bila večina polkov formacija posameznih zveznih držav in so bili hitro ustanovljeni, so polkovniki takih polkov prejeli naziv polkovnik prostovoljcev v primerjavi s polkovniki Regularne vojske, ki so prejeli čin pred vojno, ko so bili člani profesionalne kopenske vojske. Konfederacija je uporabljala edinstveno oznaka čina polkovnika - tri zvezde na ovratniku uniforme. Robert E. Lee je tako nosil to oznako (v skladu z njegovim predvojnim činom), saj je zavrnil nošnjo oznake konfederacijskega generala rekoč, da bo sprejel redni generalski čin šele, ko bo jug dosegel samostojnost.
Po državljanski vojni je postal čin polkovnika ponovno redek, kar je trajalo vse do ameriško-španske vojne, ko je bilo imenovano veliko brevetnih polkovnikov (med drugimi tudi Theodore Roosevelt in David Grant Colson).

## 20. stoletje
Prva in druga svetovna vojna predstavljata čas, ko je bilo imenovanih največ polkovnikov v zgodovini Oboroženih sil ZDA. To je bilo večinoma posledica začasnih činov pripadnikov Nacionalne vojne in Vojske ZDA, ki so v mirnodobni Regularni vojski večinoma imeli čin stotnika, med vojno pa so pridobili začasni čin polkovnika.
Med prvo svetovno vojno se je razvila tudi tradicija, da je na oznaki orlova glava usmerjena naprej, tako da gleda proti sovražniku. To pa je bilo v nasprotju z dotedanjimi pravili, katera so narekovala, da je oznaka čina nošena na levi strani ovratnika, pri čemer je orlov kljun usmerjen navznoter proti nosilčevemu vratu. Dokumentacija in fotografsko gradivo pa dokazujejo, da se je ta tradicija obdržala še vse do druge svetovne vojne, nakar pa je bil sprejet strožji zakonik, ki je prepovedoval spreminjanje usmeritve orla na oznaki. Vojna mornarica ZDa je tudi sprejela to tradicijo in danes se pomorski kadeti učijo, da v vojnem času kapitani zamenjajo oznake čina (ki je ista kot oznaka čina polkovnika), tako da orel gleda proti sovražniku ZDA.
Proti koncu korejske vojne so se standardizirali pogoji za napredovanje v čin in sicer so častniki v polkovnika povišani po okoli 16-18 letih vojaške službe; kljub temu pa so bili še med vietnamsko vojno imenovali začasni polkovniki. Zadnja imenovanja začasnih polkovnikov so iz poznih 70. let 20. stoletja; od takrat naprej so vsi polkovniki prejeli stalne čine ob napredovanju. Trenutno velja, da častnik doseže čin polkovnika po okoli 20-22 letih vojaške službe.

## Današnji čin
Trenutno ameriški polkovniki po navadi poveljujejo pehotnim brigadam, letalskim divizijam oz. polkom in marinskim polkom. Polkovniki pa se nahajajo tudi na položajih načelniki štaba divizij oz. agencij v moči letalskih armad.
Danes je oznaka čina polkovnika nošena tako, da je orlova glava usmerjena navznoter proti nosilčevemu vratu. Od vseh častniških činov Oboroženih sil ZDA oz. uniformiranih služb ZDA ima le čin polkovnika različne oznake čina za desno in levo stran. Vsi drugi čini se lahko nosijo tako na levi kot na desni strani, saj so narejeni tako, da ni problemov glede pravilne usmeritve oznake.
Polkovniki so včasih imenovani (ne pa nazivani) tudi polnoptičji polkovniki (full-bird colonels), da se jih loči od podpolkovnikov, ki se jih tudi imenuje in naziva kot polkovnike. V Kopenski vojski ZDA je polkovniku, ki je bil izbran za napredovanje v čin brigadnega generala, dovoljeno, da uporablja Colonel (P) (P kot Promotable - napredujoč), medtem ko podpisuje uradne dokumente. V vseh drugih rodovih Oboroženih sil oz. uniformiranih službah ZDA pa častnik uporablja čin polkovnika vse do datuma dejanskega napredovanja.
Zaradi oznake čina majorja in podpolkovnika (hrastov list) je nastal rek v Kopenski vojski ZDA: Potem ko odpadejo listi, ni nič med orlom in zvezdami, pri čemer so zvezde oznake čina generalov.
Večina polkovnikov Kopenske vojske ZDA opravi študij na Vojnem kolidžu Kopenske vojske ZDA v Carlisleju (Pensilvanija); v čin polkovnika so tako napredovani po okoli 20 letih vojaške službe.
V večini policijskih službah v ZDA načelnik policije nosi naziv polkovnika.

## Častni polkovniki
Nekateri ljudje, ki so poznani kot polkovniki, so v resnici prejemniki častnik polkovniških činov s strani guvernerja zvezne države ZDA in niso častniki Oboroženih sil ZDA oz. drugih uniformiranih služb ZDA. V 19. stoletju so bili častni polkovniki vojaška imenovanja, tako da so zdaj še vedno uradno dodeljeni štabu guvernerja, čeprav nimajo nobenih vojaških pravic in dolžnosti. Taki slavni častni polkovniki so Harland Sanders iz KFCja, ki je polkovnik Kentuckyja, Tom Parker (Presleyjev menedžer), ki je bil polkovnik Luisiane in Edward M. House, svetovalec predsednika Woodrowa Wilsona, ki je bil polkovnik Teksasa.

## Znani ameriški polkovniki
- Alexander Butterfield: polkovnik Vojnega letalstva ZDA, ki je bil pribočnik predsednika Richarda Nixona in bil pozneje imenoval za administratorja FAA.
- Ambrosio José Gonzales: kubanski revolucionar, ki se je boril za priključitev Kube ZDA, s činom konfederacijskega polkovnika.
- Edwin Eugene Buzz Aldrin: drugi človek na Luni.
- Charlie Beckwith: ustanovitelj 1st Special Forces Operational Detachment-Delta, elitnega tajnega odreda specialnih sil Kopenske vojske ZDA.
- David Hackworth: bivši največkrat odlikovani živeči ameriški vojak.
- Ed McMahon: marinski pilot in televizijska osebnost.
- Federico Fernández Cavada: polkovnik Zvezne vojske ZDA in vrhovni poveljnik kubanskih sil med desetletno vojno.
- Henry Knox: prvi sekretar za vojno ZDA.
- Henry Rutgers: polkovnik osamosvojitvene vojne, filantrop, po katerem so poimenovali Rutgersovo univerzo.
- Jack H. Jacobs: častnik med vietnamsko vojno, ki je prejel medaljo časti.
- Jeff Cooper: veteran druge svetovne in korejske vojne ter oče modernega streljanja.
- John Boyd: lovski pilot Vojnega letalstva ZDA in vojaški strateg.
- John Glenn: marinski pilot, astronavt in senator ZDA.
- John Jackson Dickison: poveljnik konfederacijske konjeniške sile, ki je uspela potopili zvezno topnjačo (edini tak primer v vojaški zgodovini ZDA).
- Martha McSally: prva ženska pilotinja Vojnega letalstva ZDA v boju.
- Robert E Lee: poveljujoči general Konfederacijske kopenske vojske.
- Robert Gould Shaw: poveljnik afroameriškega polka Zvezne vojske ZDA (54. massachusettski pehotni polk).
- Theodore Roosevelt: sin predsednika ZDA in nosilec medalje časti.
- Virgil R. Miller: poveljnik 442. pehotne bojne skupine, sestavljene iz japonskim Američanov med drugo svetovno vojno.
- Wesley L. Fox: marinski častnik in nosilec medalje časti.
- William Moultrie: častnik osamosvojitvene vojne, po katerem so poimenovali Fort Moultrie.